# Sergej Eisenstein
Sergej Mikhajlovitj Eisenstein (russisk: Сергей Михайлович Эйзенштейн tr. Sergej Mikhajlovitj Ejsenstejn , lettisk: Sergejs Eizenšteins) (23. januar 1898, Riga, Letland – 11. februar 1948) var en russisk teater- og filminstruktør samt filmteoretiker i det daværende Sovjetunionen.

## Eisenstein og den russiske formalisme
Sergej Eisenstein tilhører den russisk formalistiske skole, der opstod i 1920'erne og blandt andet også involverede teoretikeren og filmskaberen Vsevolod Pudovkin (1893-1953). Formalisterne anså, som betegnelsen antyder, filmens formelle træk som det interessante ved filmkunsten, hvorfor filmens centrale funktion består i en afvigelse fra ”realismen”. De understregede på den måde forskellen mellem et givent medies fremstillinger og virkeligheden. Hverken Pudovkin eller Eisenstein opfattede filmsproget som indeksikalsk, i og med et forståeligt filmisk forløb ifølge dem ikke kan frembringes rent indeksikalsk via registrering af et virkelighedsudsnit. 
Hos den tidlige Eisenstein var montage en kombination af attraktioner (cirkus, verité) og mekanik (begrebet stammer fra industrien), der ikke lod sig underkaste en narrativ logik. Senere blev ideen om en `attraktionernes montage´ forladt til fordel for selve montagen. I den forbindelse var det ikke nok blot at kæde billeder sammen. Der måtte konstant skabes konflikter og kontraster mellem indstillingernes indhold, komposition osv., idet montagen ellers ikke ville kunne stimulere og provokere tilskueren til medtænkning. Montagen forbandtes således med en aggressiv klipning, vinkling og billedkomposition (bl.a. i form af splitscreens og profilindstillinger i Strejke fra 1924, der tydeligt har inspireret Tomas Gislason i dokumentarfilmen Den højeste straf fra (2000)). Men fra 1935 blev montage et begreb, der også dækkede den enkelte indstilling, hvorfor montagen blev uafhængig af klipning i form af billedkomposition. 
Eisensteins teorier kolliderede især med den franske teoretiker André Bazin, der så filmens indeksikale og ikoniske dipositioner som mediets særlige særtræk og styrke. Mht. til det grundlæggende syn på filmsprog havde Eisenstein og Bazin begge en billedteoretisk og en politisk filosofisk vinkel. Tegnteoretisk mente Eisenstein, at selvom filmsproget karakteriseres ved regelstyrede tegn (symboler), der dog ligner virkeligheden, så findes denne dobbelthed ikke på alle niveauer. Ikoniciteten er ganske vist fremherskende på indstillingens niveau, men sammenkædningen af billederne gør fremstillingen rent symbolsk. Enkeltbilleder har altså en ikonisk værdi, men hvis man sammenklipper et nærbillede af en pistol, et totalbillede af to cowboys og et ultranærbillede af øjne, så de kommer til at betyde pistolduel, har det ikke noget med det enkelte billede, men med sprogregler at gøre. 
I modsætning til Pudovkin mente Eisenstein ikke, at billederne er sat sammen i et forløb (syntagme), der er en funktion af disses betydning. Han mente derimod, at billederne konstant bringes i konflikt med hinanden, så der opstår en ny helhed, der ikke blot udtrykker mere end de enkelte indstillinger, men er af en helt anden orden. Dette synspunkt relaterer til de dialektiske principper, marxismen hviler på, og dermed også til den sociale struktur, der var Eisensteins udgangspunkt. Dvs. at hans skabelsesmetode afspejler strukturen i det proletariske samfund. Den er politisk præget og kan bruges som politisk våben.

## Filmografi
- Glumovs dagbog (Дневник Глумова, 1923)
- Strejke (Стачка, 1925)
- Panserkrydseren Potemkin (Броненосец „Потёмкин“, 1925)
- Oktober (Октябрь: Десять дней,которые потрясли мир, 1927)
- Gammelt og nyt (Генеральная линия aka Старое и новое, 1929)
- Que Viva Mexico! (1930-1932), ufuldendt men materialet brugt i:
  - Thunder Over Mexico (1933)
  - Eisenstein In Mexico (1933),
  - Time In The Sun (1940)
  - samt i Aleksandrovs officielle rekonstruktion fra 1979 under originaltitlen.
- Death Day (1933)
- Besjin-engen (Бежин луг, ufuldendt, 1935 – 1937)
- Alexander Nevskij (Александр Невский, 1938)
- Ivan den Grusomme (Иван Грозный, 1944), anden del udsendt 1958, tredje del ufuldendt